# 谢赫派
谢赫派（阿拉伯语：‎）是由谢赫·艾哈迈德于19世纪早期的伊朗卡扎尔王朝开启的伊斯兰宗教运动。该宗教运动源于伊斯兰什叶派的末世论的思想。现在，在伊朗和伊拉克依然有少数谢赫派成员。在19世纪中期，许多谢赫派成员皈依了巴比教和巴哈伊信仰，因此巴比教和巴哈伊信仰对该派别具有高度评价。

## 谢赫派的基本信仰

### 末世论
谢赫·艾哈迈德的主要信仰背景是十二伊玛目派关于第十二任伊玛目隐遁的学说。十二伊玛目派相信，从阿里至穆罕默德·马赫迪·蒙塔扎尔共有十二任伊玛目，前十一任已经去世，而第十二任隐遁了起来。该派别亦相信，第十二任伊玛目将在“审判日之前回归”及“用正义填满地球，使真相得以凯旋”。此彌賽亞形象被称为马赫迪。

### 知识的来源和确定性
谢赫派教义在形式上与苏菲派相似，不同的是苏菲旅人声称自己为真理的诠释和裁决者，谢赫派则清楚地表明真理的诠释和裁决者是第十二任伊玛目。

### 神秘主义符号和先知的来源
谢赫派在几个领域与传统伊斯兰教的观点不同，尤其在关于神秘主义预言的解释方面。如传统伊斯兰教义认为《古兰经》中关于关于太阳、月亮与星星的蘇拉是在叙述审判日到来时会发生的实际事件，但谢赫派认为那是一种託寓。在其他着作中，谢赫派解释了关于先知、原初词、和其他宗教主题的起源的神秘主义描述。这种内容的大部分围绕着树木，特别是伊甸园中的善恶树。 
这类既具有神圣性质又具有有限生命的人物形象与巴比教和巴哈伊信仰中的上帝的显示者的类似，而前述信仰正是源自谢赫派的精神传统。

## 谢赫派的领袖

### 谢赫·艾哈迈德
谢赫·艾哈迈德在四十岁的时候，正式开始在卡尔巴拉和纳杰夫的什叶派宗教学术中心学习。 他在那里习得了阐释伊斯兰法、进行伊智提哈德的足够知识。他和苏菲主义和新柏拉图主义的学者进行了论争，并在这个过程中赢得了正面的声誉。值得注意的是，他认为《古兰经》在本质上已经囊括了所有的学问和科学，而这些知识是超越文字字面意义的，人们必须在《古兰经》中甄别出这些知识。他的观点引起了一些教士谴责进行了许多辩论，也让他卷入了一系列论争。随后，谢赫·艾哈迈德移居波斯亞茲德省。在那里，他创作了许多书籍和信件。

### 赛义德·卡齐姆·拉什提
谢赫·艾哈迈德创立了该学派两年后即去世。他毫无争议的继承人赛义德·卡齐姆领导谢赫派的运动直至其1843年去世。巴比信徒描述，赛义德·卡齐姆说在他的生命中没有机会看到应允者，但是因为应允者的出现如此临近，所以他没有必要任命接替者，而是让他的门徒去遍布四方去找那位应允者。
赛义德·卡齐姆没有明确指定接替者，而是认为马赫迪已经在世间，并鼓励他的门徒去寻找。部分谢赫派成员期待赛义德·卡齐姆最喜爱的学生穆萨·侯赛因继承衣钵，但他拒绝了。而是坚持遵循赛义德·卡齐姆最后作出的关于出外寻找马赫迪的指示，许多谢赫派成员也外出做同样的事。到了1844年，基于不同的主张，出现了两个阵营。

### 穆萨·侯赛因和赛义德·阿里·穆罕默德（巴孛）
1844年5月23日，在寻找马赫迪的过程中，穆萨·侯赛因在设拉子遇到一位名叫赛义德·阿里·穆罕默德的年轻人。阿里·穆罕默德曾拜访过赛义德·卡齐姆的宗教课堂。阿里·穆罕默德表示，赛义德·卡齐姆曾暗示过马赫迪与他自己有联系。在穆萨·侯赛因遇到阿里·穆罕默德的那天，阿里·穆罕默德使用了巴孛的称号，并表示他是通往什叶派隐遁的第十二伊玛目的大门。穆萨·侯赛因和许多谢赫派成员最终接受了巴孛的地位，他们中的许多人成为了早期的巴比教徒。巴孛最终被贴上異端的标签，并被投入监狱。1850年7月9日巴孛被处决。后来，大部分巴比教徒都转而追随巴比社区的知名领袖巴哈欧拉。巴哈欧拉后来创立了巴哈伊信仰，声称他是巴孛所允诺的那个祂。巴比教徒和巴哈伊信徒都认为，他们的宗教源自谢赫派思想传统。关于从巴比教的视角看赛义德·卡齐姆、穆萨·侯赛因和赛义德·阿里·穆罕默德之间的联系和其历史的第一手资料，可以参考纳比勒-阿扎姆所著的《破晓群英传》。

### 卡里姆·汗
在巴孛宣示其身份后，哈吉·卡里姆·汗·凯尔马尼成为那些不承认巴孛的谢赫派成员的领袖。他写了很多批评巴孛的文章，是反对巴孛主要人物。巴哈欧拉描述卡里姆“伪装成智者的愚蠢之人”。卡里姆修改了谢赫·艾哈迈德和赛义德·卡齐姆的一些基本看法，使谢赫派的教义接近主流的烏蘇勒派。卡里姆·汗的去世后，他的地位由儿子，穆罕默德·汗·凯尔马尼(1846–1906)接替，穆罕默德·汗去世后由穆罕默德·汗的兄弟Shaykh Zaynal 'Abidln Kirmani(1859–1946)接替，Shaykh Zaynal 'Abidln Kirmani去世后由他的儿子Abd al-Rida Khan Ibrahimi接替。